# Fruupp
I Fruupp sono stati un gruppo rock progressivo degli anni '70, nato a Belfast, nell'Irlanda del Nord, che ha ottenuto un grande eco in Gran Bretagna. Erano popolari in particolare nella scena studentesca e come band di supporto, aprendo i concerti per band come Genesis, Queen e King Crimson.

## Storia
Il gruppo è stato creato dal chitarrista Vincent McCusker all'inizio del 1971 a Belfast, ed era composto principalmente da musicisti di formazione classica: Peter Farrelly (basso e voce solista), Stephen Houston (tastiere e oboe) e Martin Foye (batteria e percussioni).
Dopo due anni di esibizioni, hanno creato un demo tape e sono stati messi sotto contratto dalla Pye Records per la loro etichetta di musica underground e rock progressivo Dawn Records.
Tra il 1973 e il 1975 il gruppo ha pubblicato quattro album in studio e tre singoli. Nonostante avessero suonato in centinaia di concerti nel Regno Unito e nell'Europa continentale, durante questo periodo, non è stato pubblicato alcun album live (sebbene esistano registrazioni bootleg del pubblico di spettacoli dal vivo in Inghilterra e Irlanda).
Il concerto al club Friars Aylesbury del 6 dicembre 1975 fu registrato utilizzando un'unità mobile, per un possibile album Live at Friars Aylesbury, ma i nastri master furono successivamente distrutti da un incendio nell'appartamento che i musicisti condividevano a Peckham, Londra.
Nel gennaio 1975 il tastierista e oboista Stephen Houston lasciò la band e divenne un pastore. Fu sostituito da John Mason, con cui i Fruupp registratono il loro ultimo album, Modern Masquerades (1975), prodotto dal polistrumentista Ian McDonald (fondatore dei King Crimson e dei Foreigner). Sebbene la band stesse lavorando al quinto album Doctor Wilde's Twilight Adventure nel 1976, le scarse vendite di dischi insieme all'avvento del movimento punk/new wave causarono lo scioglimento dei Fruupp alla fine dell'anno.
Nel 2022 è stato pubblicato un nuovo doppio album live per l'etichetta Bad Pressings, intitolato Masquerading With Dawn. Esso presentava la stessa performance del 6 dicembre 1975 che era stata originariamente prevista per la pubblicazione: la registrazione, appena scoperta, è stata rimasterizzata e pubblicata in edizione limitata.

## Formazione
- Vincent McCusker - chitarra, voce (1971-1976)
- Peter Farrelly - basso, chitarra, voce solista (1971-1976)[10]
- Martin Foye - batteria, percussioni (1971-1976)
- Stephen Houston - tastiere, oboe, voce (1971 - gennaio 1975)
- John Mason - tastiere, vibrafono, voce (gennaio 1975-1976)

## Discografia

### Album in studio
- Future Legends (Dawn, 5 ottobre 1973)
- Seven Secrets (Dawn, 19 aprile 1974)
- The Prince of Heaven's Eyes (Dawn, 8 novembre 1974)
- Modern Masquerades (Dawn, 14 novembre 1975)

### Compilations
- Songs for s Thought (Sequel, 1992)
- It's All Up Now: Anthology (Castle Music, 1 novembre 2004)

### Singoli
- "The Prince of Darkness" / "Annie Austere" (Dawn, 11 ottobre 1974)
- "Prince of Heaven" / "The Jaunting Car" (Dawn, 18 ottobre 1974)
- "Janet Planet" / "Why" (Pye, 24 ottobre 1975)

### Live
- Masquerading with Dawn - materiale d'archivio registrato il 6 dicembre 1975 (2022)